# Ибрахим ибн аль-Аглаб
Ибрахим ибн аль-Аглаб (араб. إبراهيم بن الأغلب‎, ) — эмир Ифрикии из династии Аглабидов (800—812).
Он был сыном Аглаба ибн Салима, который успешно подавил восстание хариджитов в Ифрикии в конце VIII века. В 800 году Ибрахим стал эмиром Ифрикии, основал династию Аглабидов  и был признан как наследственный правитель халифом Харуном ар-Рашидом.
После умиротворения страны Ибрахим установил свою резиденцию в Аль-Аббасии, чтобы держать на расстоянии беспокойных законников Кайруана, которые всегда были готовы подстрекать народ к восстанию. Была собрана гвардия из 5000 черных рабов зинджей, чтобы избежать зависимости от арабских войск, которые восставали в 802, 805 и 810 годах. Ибрахим построил сильную административную структуру государства, которая заложила основу для процветания Ифрикии в следующем столетии.
Ибрахима сменил его сын Абдаллах I ибн Ибрахим (812—817).